# ヘンドリク・ヘリッツゾーン・ポト
ヘンドリク・ヘリッツゾーン・ポト（Hendrik Gerritsz. Pot、名前の綴りは Hendrick とも、1580年か1581年の生まれ、1657年10月15日に埋葬）は、オランダの画家である。風俗画や肖像画、静物画を描いたことで知られている。

## 略歴
1603年まではハールレムでカレル・ファン・マンデル(1548-1606)の弟子であったとされる。1603年にファン・マンデルは画家を引退しハールレムからヘームスケルクに移っている。
18世紀初めに画家の伝記を出版したアルノルト・ホウブラーケンによれば、ハールレム市は、市庁舎に飾るために、ポトの2点の作品『ウィレム1世の栄光』と『ウィレム1世の死』を買い上げたとされ、1626年から1648年の間に何度もハールレムの聖ルカ組合の役員を務めている。
1631年から1632年の間はロンドンに渡り、国王チャールズ1世と王妃の肖像画を描いた。
ハールレムに戻った後の1633年にフランス・ハルスが描いた集団肖像画『聖エイドリアンの衛兵の士官』と『聖ジョージの市民衛兵の士官』に民兵団の士官として描かれている.。
晩年はアムステルダムに移り、1650年に市民権を得た。1657年にアムステルダムで亡くなった。
英語で「Merry company」と呼ばれる室内で楽しむ人々を描く風俗画や肖像画を描いた。

## 作品

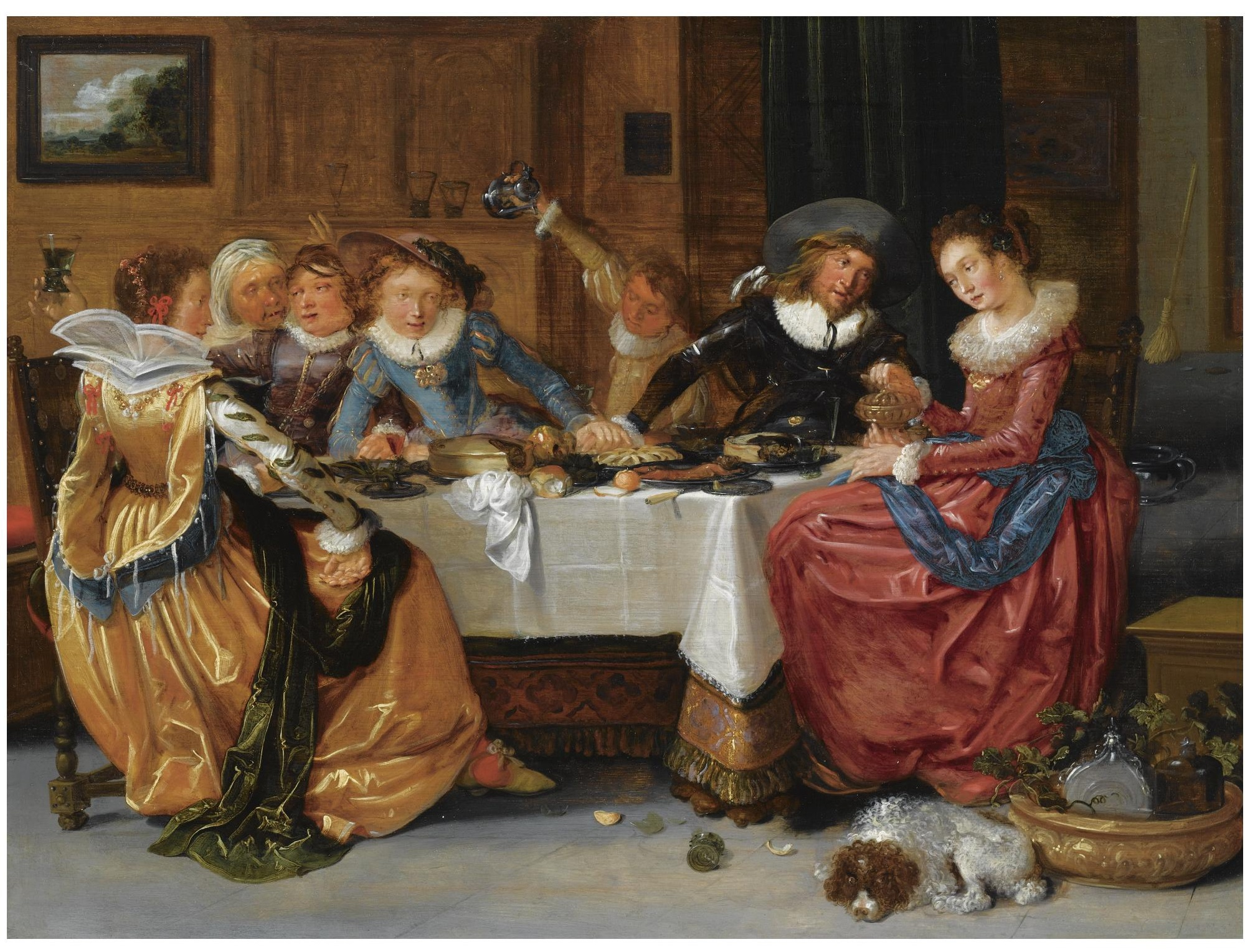
『陽気な仲間』(1620s)
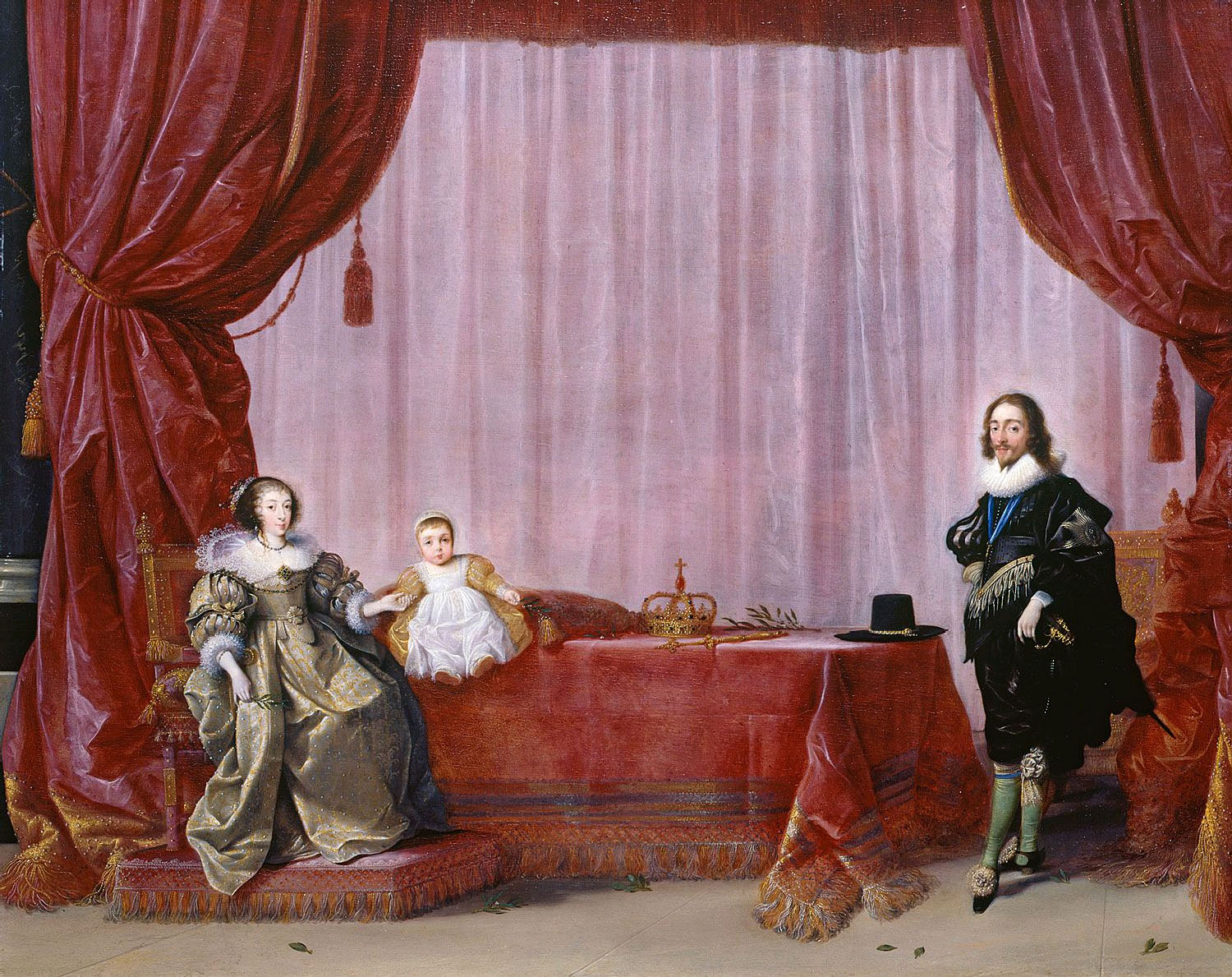
チャールズ1世と王妃ヘンリエッタ・マリア・オブ・フランス (c.1632) ロイヤル・コレクション
室内でおしゃべりや音楽を楽しむ仲間 Hallwyl Museum
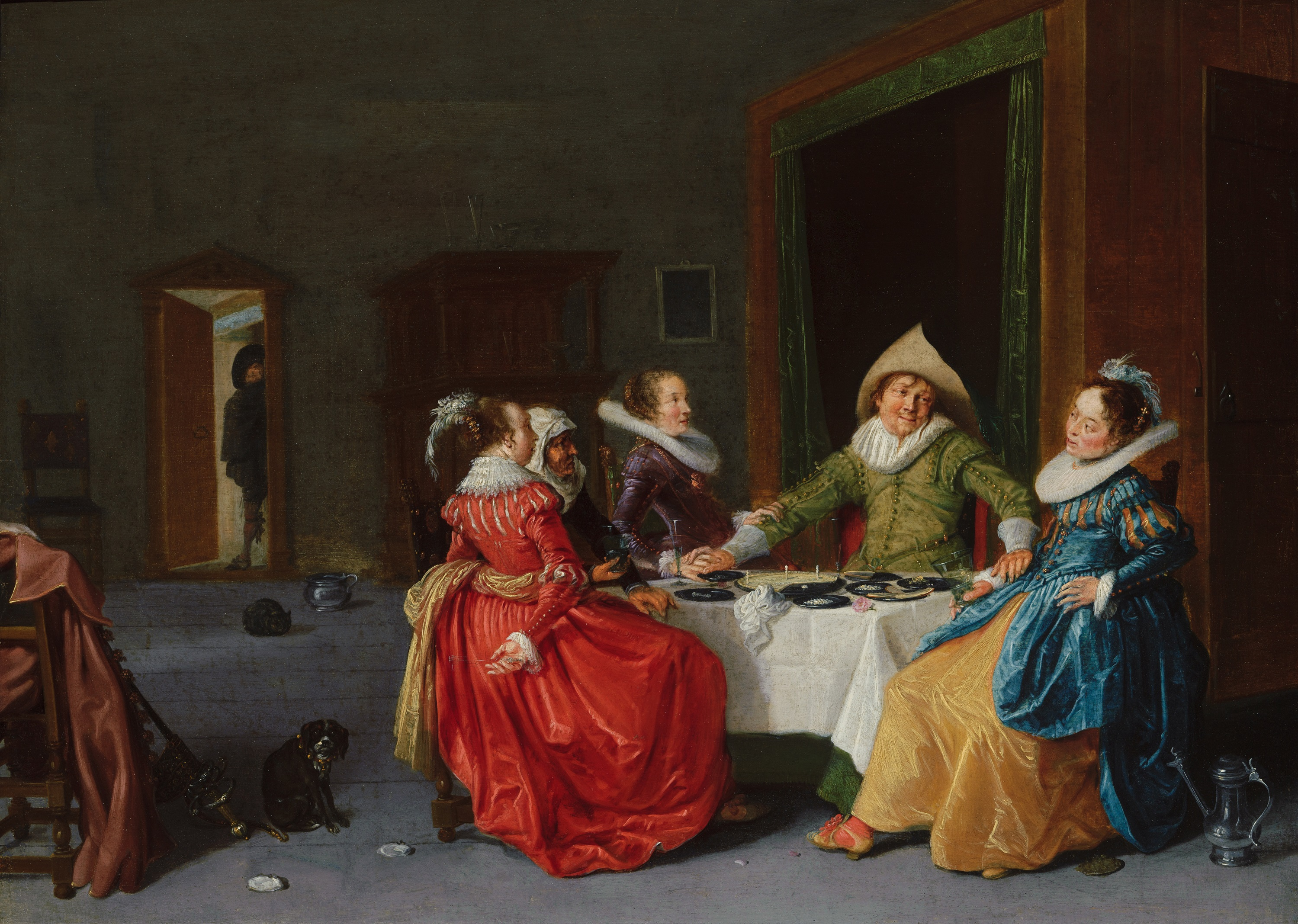
売春宿の陽気な仲間
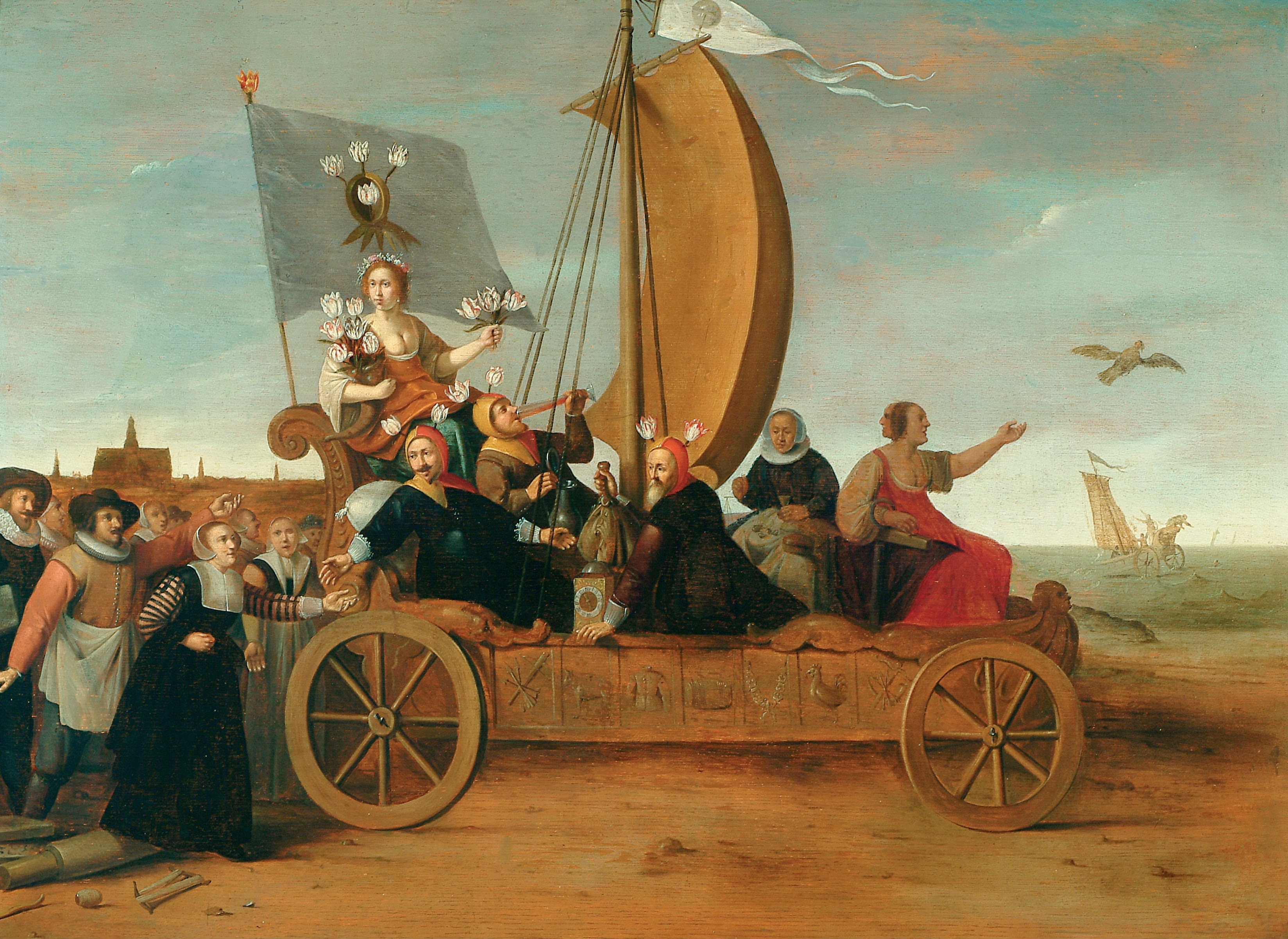
チューリップ・バブルの寓意画
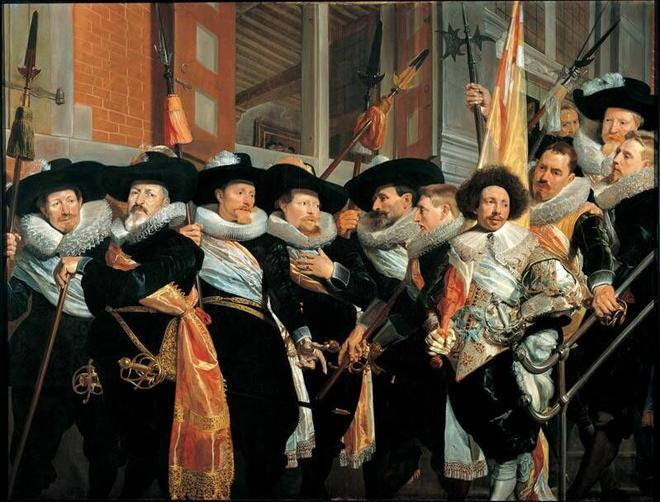
集団肖像画